# La Chapelle-Saint-Laud
La Chapelle-Saint-Laud är en kommun i departementet Maine-et-Loire i regionen Pays de la Loire i nordvästra Frankrike. Kommunen ligger i kantonen Seiches-sur-le-Loir som tillhör arrondissementet Angers. År 2022 hade La Chapelle-Saint-Laud 820 invånare.

## Befolkningsutveckling
Antalet invånare i kommunen La Chapelle-Saint-Laud
| Referens: INSEE |